# Silvan Zurbriggen
Silvan Zurbriggen (* 15. August 1981 in Brig im Wallis) ist ein ehemaliger Schweizer Skirennfahrer. Er war zu Beginn seiner Karriere ein Slalomspezialist, entwickelte sich aber im Laufe der Jahre zu einem Allrounder. Seine grössten Erfolge waren der zweite Platz im Slalom bei den Weltmeisterschaften 2003 und der dritte Platz in der Super-Kombination bei den Olympischen Winterspielen 2010.

## Biografie
Im Alter von drei Jahren stand Zurbriggen, der mit Pirmin, Heidi und Elia Zurbriggen entfernt verwandt ist, erstmals auf Ski; seine ersten Rennen bestritt er mit neun Jahren. Als 15-Jähriger fand er Aufnahme am Skigymnasium im österreichischen Stams. 1998 kehrte er nach der Aufnahme in das C-Kader von Swiss-Ski wieder in die Schweiz zurück, um in Engelberg weiterzustudieren. Dort schloss er 2001 seine Wirtschaftsmatura ab.
Die ersten FIS-Rennen bestritt Zurbriggen im November 1997, der erste Sieg auf dieser Stufe liess weitere zwei Jahre auf sich warten. Im Europacup kam er ab Dezember 2000 zum Einsatz. Bei den Juniorenweltmeisterschaften 2001 in Verbier wurde er Zweiter in der Abfahrt. Im darauf folgenden Jahr gewann er drei Europacuprennen. Sein Debüt im Weltcup gab er am 21. Januar 2002 im Slalom von Kitzbühel, wo er sich aber nicht für den zweiten Durchgang qualifizieren konnte.
Weltcuppunkte holte Zurbriggen zum ersten Mal am 24. November 2002, als 13. des Slaloms von Park City. Mit weiteren guten Leistungen gelang ihm die Qualifikation für die Weltmeisterschaften 2003 in St. Moritz. Dort gewann er eher unerwartet die Silbermedaille im Slalom, hinter dem Kroaten Ivica Kostelić. In der Saison 2003/04 konnte er sich an der Weltspitze etablieren, mit je einem fünften Platz im Slalom und in der Kombination von Kitzbühel als besten Ergebnissen. Am 13. Dezember 2004 erzielte er als Zweiter des Slaloms von Sestriere seine erste Podestplatzierung in einem Weltcuprennen. Als Fünfter der Abfahrt von Bormio zwei Wochen später zeigte er auch sein Talent als Allrounder.
Bei einem Trainingssturz im August 2005 zog sich Zurbriggen Rippenbrüche und eine Gehirnerschütterung zu. Aufgrund der verkürzten Vorbereitungszeit konnte er sich in der darauf folgenden Saison 2005/06 nicht verbessern; ein sechster Platz blieb sein bestes Ergebnis. Besser verlief die Saison 2006/07 mit acht Platzierungen unter den besten zehn, darunter zwei Podestplätzen in den Super-Kombinationen von Wengen und Kvitfjell. In der Abfahrt von Gröden am 15. Dezember 2007 stürzte Zurbriggen schwer und zog sich dabei einen Kreuzbandriss zu. Aus diesem Grund konnte für den Rest der Saison keine Rennen mehr bestreiten.
In der Saison 2008/09 gab Zurbriggen ein erfolgreiches Comeback (bei seinem ersten Auftreten am 16. November beim Slalom von Levi belegte er Rang 4) und etablierte sich insbesondere in den Kombinationen an der Weltspitze. Nachdem er in Wengen Dritter geworden war, entschied er am 25. Januar 2009 die klassische Hahnenkamm-Kombination von Kitzbühel für sich und feierte somit seinen ersten Weltcupsieg. In der Kombinations-Weltcupwertung musste er sich knapp Carlo Janka geschlagen geben. Zurbriggen zeigte in der Saison 2009/10 vor allem im Slalom konstant gute Leistungen; mit zwei zweiten Plätzen war er schliesslich Dritter der Disziplinenwertung. Bei den Olympischen Winterspielen 2010 gewann er die Bronzemedaille in der Super-Kombination.
Im Winter 2010/11 fiel Zurbriggen vor allem mit guten Ergebnissen in Abfahrt und Super-G auf. So gewann er am 18. Dezember 2010 die Abfahrt von Gröden (wo er sich drei Jahre zuvor schwer verletzt hatte). Am Ende des Jahres führte er zwischenzeitlich die Weltcup-Gesamtwertung an, bis er im Januar von Ivica Kostelić deutlich überholt wurde. Schliesslich wurde Zurbriggen Sechster im Gesamtweltcup und Vierter im Abfahrtsweltcup. Bei den Weltmeisterschaften 2011 in Garmisch-Partenkirchen blieb er ohne Medaillengewinn. In der Weltcupsaison 2011/12 bestritt Zurbriggen keine Slaloms mehr. Die Spezialisierung auf die schnellen Disziplinen erbrachte aber nicht die gewünschten Erfolge, mit Ausnahme eines dritten Platzes in der Kombination von Kitzbühel. Auch in den beiden folgenden Wintern stagnierten seine Leistungen, weshalb er vermehrt im Europacup zum Einsatz kam. Er konnte sich nicht für die Olympischen Spiele 2014 qualifizieren, entschied aber im Winter 2013/14 mit drei Siegen die Europacup-Abfahrtswertung für sich. Ende der Saison 2014/15 trat er zurück.
Zu Zurbriggens Hobbys gehört die Zucht von Eringerkühen.

## Erfolge

### Olympische Spiele
- Turin 2006: 15. Slalom
- Vancouver 2010: 3. Super-Kombination, 12. Slalom

### Weltmeisterschaften
- St. Moritz 2003: 2. Slalom, 5. Kombination
- Bormio 2005: 5. Kombination, 7. Slalom
- Åre 2007: 8. Super-Kombination, 14. Super-G
- Val-d’Isère 2009: 4. Super-Kombination
- Garmisch-Partenkirchen 2011: 12. Abfahrt, 13. Super-G
- Schladming 2013: 6. Abfahrt, 7. Super-Kombination
- Vail/Beaver Creek 2015: 15. Alpine Kombination

### Weltcupwertungen
| Saison  | Gesamt | Gesamt | Abfahrt | Abfahrt | Super-G | Super-G | Riesenslalom | Riesenslalom | Slalom | Slalom | Kombination | Kombination |
| Saison  | Platz  | Punkte | Platz   | Punkte  | Platz   | Punkte  | Platz        | Punkte       | Platz  | Punkte | Platz       | Punkte      |
| ------- | ------ | ------ | ------- | ------- | ------- | ------- | ------------ | ------------ | ------ | ------ | ----------- | ----------- |
| 2002/03 | 54.    | 137    | –       | –       | –       | –       | –            | –            | 18.    | 137    | –           | –           |
| 2003/04 | 30.    | 284    | –       | –       | –       | –       | –            | –            | 13.    | 210    | 7.          | 74          |
| 2004/05 | 24.    | 344    | 22.     | 153     | 35.     | 21      | –            | –            | 12.    | 170    | –           | –           |
| 2005/06 | 49.    | 145    | 48.     | 11      | 43.     | 2       | –            | –            | 35.    | 39     | 10.         | 93          |
| 2006/07 | 13.    | 523    | 26.     | 104     | 18.     | 79      | –            | –            | 14.    | 171    | 4.          | 169         |
| 2007/08 | 66.    | 107    | 55.     | 7       | 36.     | 13      | –            | –            | 33.    | 47     | 26.         | 40          |
| 2008/09 | 18.    | 453    | 34.     | 43      | 32.     | 23      | –            | –            | 19.    | 156    | 2.          | 231         |
| 2009/10 | 8.     | 619    | 38.     | 32      | 33.     | 25      | 32.          | 31           | 3.     | 365    | 4.          | 166         |
| 2010/11 | 6.     | 723    | 4.      | 305     | 17.     | 109     | 49.          | 6            | 18.    | 160    | 4.          | 143         |
| 2011/12 | 33.    | 280    | 26.     | 88      | 23.     | 71      | –            | –            | –      | –      | 6.          | 121         |
| 2012/13 | 75.    | 79     | 34.     | 45      | 30.     | 22      | –            | –            | –      | –      | 23.         | 12          |
| 2013/14 | 72.    | 71     | 32.     | 52      | 54.     | 1       | –            | –            | –      | –      | 20.         | 18          |
| 2014/15 | 62.    | 108    | 27.     | 78      | –       | –       | –            | –            | –      | –      | 30.         | 15          |

### Weltcupsiege
- 13 Podestplätze in Einzelrennen, davon 2 Siege:

| Datum             | Ort       | Land       | Disziplin   |
| ----------------- | --------- | ---------- | ----------- |
| 25. Januar 2009   | Kitzbühel | Österreich | Kombination |
| 18. Dezember 2010 | Gröden    | Italien    | Abfahrt     |

- 1 Podestplatz bei Mannschaftswettbewerben

### Europacup
- Saison 2001/02: 4. Slalomwertung
- Saison 2002/03: 4. Slalomwertung
- Saison 2013/14: 3. Gesamtwertung, 1. Abfahrtswertung
- 10 Podestplätze, davon 5 Siege:

| Datum             | Ort     | Land       | Disziplin |
| ----------------- | ------- | ---------- | --------- |
| 16. Januar 2002   | Mellau  | Österreich | Slalom    |
| 12. Februar 2002  | Zoldo   | Italien    | Slalom    |
| 29. November 2002 | Levi    | Finnland   | Slalom    |
| 5. Februar 2014   | Sarntal | Italien    | Abfahrt   |
| 6. Februar 2014   | Sarntal | Italien    | Abfahrt   |
| 15. März 2014     | Soldeu  | Andorra    | Abfahrt   |

### Juniorenweltmeisterschaften
- Québec 2000: 11. Slalom, 20. Abfahrt, 42. Riesenslalom
- Verbier 2001: 2. Abfahrt, 13. Super-G, 47. Riesenslalom

### Weitere Erfolge
- 1 Schweizer Meistertitel (Super-Kombination 2009)
- 12 Siege in FIS-Rennen (9× Slalom, 2× Riesenslalom, 1× Super-G)
- Schneesportler des Jahres 2002/03